# Ralf Bos

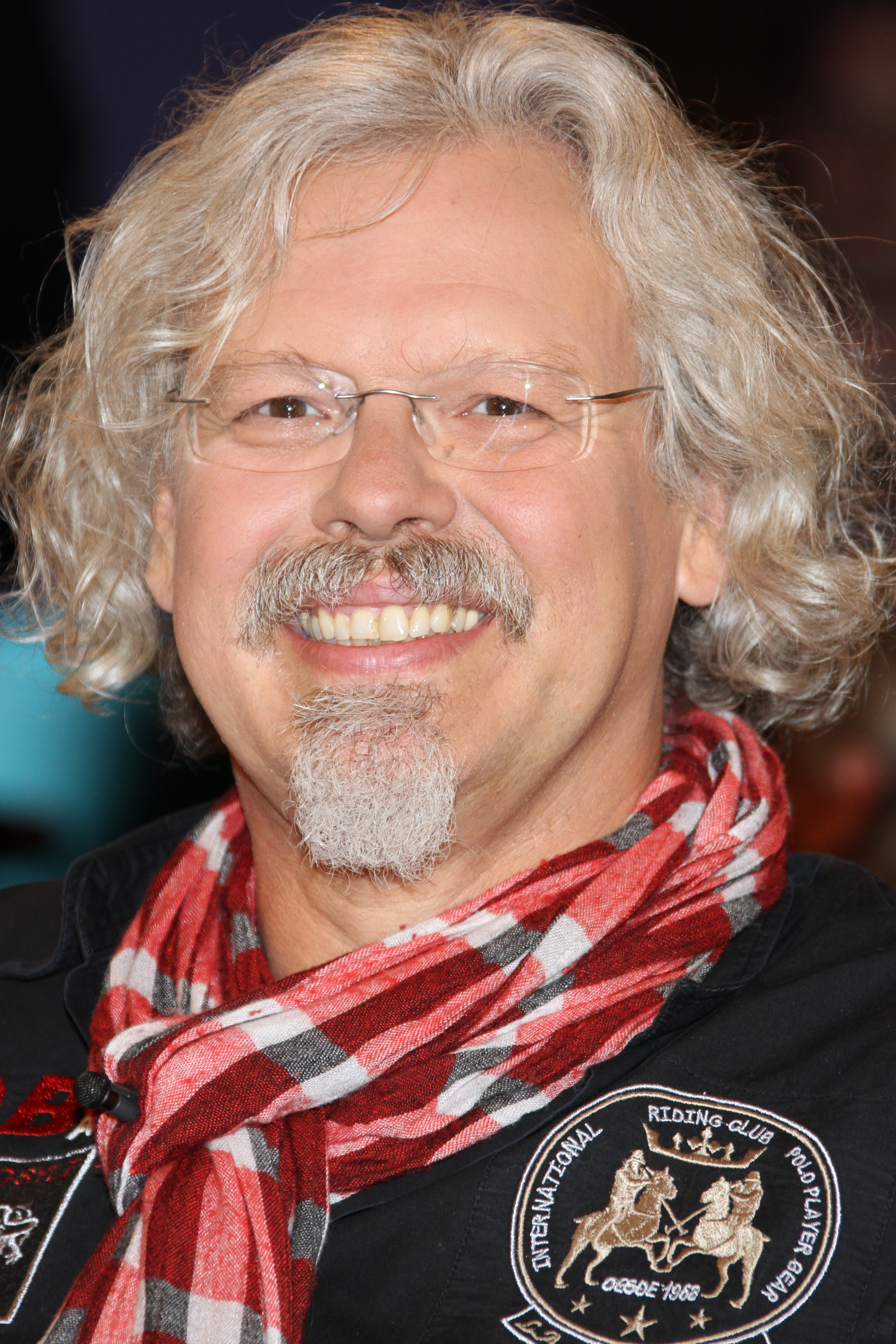
Ralf Bos als Gast in der NDR Talk Show. 2012

Ralf Bos (* 21. Januar 1961 in Düsseldorf-Bilk) ist ein deutscher Koch, Restaurantfachmann und Inhaber des Delikatessenversands Bos Food.

## Leben
Nach dem Hauptschulabschluss 1977 absolvierte Bos eine Ausbildung zum Koch und schulte dann zum Restaurantfachmann um. Danach arbeitete er als Barkeeper, Oberkellner, Sommelier und Restaurantleiter in Restaurants und Hotels von Sylt bis Davos. 1984 engagierte ihn Ralph Siegel als Tourmanager für die Gruppe Wind. Später gründete er die Elektronik-Import-Firma Bos TTV. Die Firma hatte 28 Angestellte und erwirtschaftete einen Jahresumsatz von 14,5 Millionen DM, als er sie 1989 verkaufte.
1990 gründete Bos zusammen mit Ralf Borkowsky in Düsseldorf die Bos Food GmbH. 2000 zog er mit der Firma ins nahegelegene Meerbusch. Das Unternehmen beschäftigt rund 150 Mitarbeiter und versendet Delikatessen innerhalb Deutschlands, nach Österreich und in die Schweiz. Bos Food erwirtschaftete 2014 einen Jahresumsatz in Höhe von 24 Millionen Euro.
Bos publizierte in Deutschland über die Molekularküche und betreibt eine molekulare Kochschule für Profis. Darüber hinaus ist er redaktioneller Mitarbeiter bei der Gourmetzeitschrift Port Culinaire und arbeitet als fester Redakteur für drei weitere Fachzeitschriften in Deutschland und Österreich. 
Bos ist seit 1988 verheiratet und hat drei Töchter.

## Engagement
Bos ist Initiator der Aktion Spitzenköche für UNICEF und Spitzenköche für Afrika, die Menschen für Menschen und Stiftunglife unterstützen. Bos ist ebenfalls Botschafter des Stiftung Kinderhospiz Mitteldeutschland Nordhausen.

## Auszeichnungen
- 2006: Die Zeitschrift Der Feinschmecker wählt Ralf Bos in die „Hall of Fame“ der dreißig wichtigsten Persönlichkeiten der Kulinarik der letzten 30 Jahre
- 2006: Finalist beim Entrepreneur des Jahres
- 2007: Finalist beim Entrepreneur des Jahres[3]
- 2007: Das Buch Trüffel und andere Edelpilze gewinnt die Goldmedaille der  Gastronomischen Akademie Deutschlands und den Preis Erfolgreichstes deutschsprachiges Fachbuch seiner Preisklasse aller Zeiten
- 2009: Das Buch Avantgarde: Molekularküche und andere progressive Kochtechniken gewinnt die Silbermedaille der Gastronomischen Akademie Deutschlands[4]
- 2012: Bos wird von der Zeitschrift Port Culinaire zum „Grand Seigneur“ gewählt[5]